# Sony Ericsson W950i
Sony Ericsson W950i為Sony Ericsson於2006年11月21日所推出的3G觸控式手機，是M600i的兄弟機種，兩者皆使用Symbian系統，只差別在於是否內建了Walkman功能，其內建了4GB的快閃記憶體，競爭對手為Nokia N91。